# Omladinski stadion
Omladinski stadion je višenamjenski stadion u Beogradu, u Srbiji. Nalazi se u naselju Karaburma.
Iako je kapaciteta oko 20.000 gledatelja, samo 11.381 mjesta je sjedeće.
Najčešće se koristi za nogometne utakmice, jer na njemu svoje domaće utakmice igra OFK Beograd. Također ga koriste i ostali klubovi iz OSD Beograd. Moguće je i održavanje atletskih natjecanja i koncerata.

## Povijest
Stadion je službeno otvoren 10. kolovoza 1957. utakmicom između Radničkog i Spartaka.
Premijernu utakmicu OFK Beograd je na ovom stadionu odigrao 24. kolovoza 1957. protiv Budućnosti iz Podgorice. Pobijedio je Beograd rezultatom 3:1.
Investitor gradnje stadiona bio je Savez športova Beograda, a arhitekt projektni biro Sportprojekt predvođen Karlom Kaclom.
Nakon otvorenja, kapacitet stadiona bio je 28.000 stajaćih mjesta, iako je bilo planirano točno 23.820 mjesta. Ipak, na nekim utakmicama bilo je i više od 30.000 gledatelja.
Stadion je obnovljen 2000. Tom prilikom obnovljene su svlačionice za domaće i gostujuće igrače, a izgrađene su sauna i jacuzzi. Počela je i obnova upravne zgrade. Godinu kasnije postavljene su stolice i semafor (na južnoj tribini). Na istočnoj su tribini izgrađene svečana loža s 92 mjesta i novinarska loža. Loža na zapadnoj tribini ima 256 sjedećih mjesta, iako ona još nije obnovljena. Natkrivena je cijela istočna i dio zapadne tribine.
Očekuje se postavljanje reflektora. 2012. su prijatelji kluba pokrenuli inicijativu za obnovu stadiona, s obzirom na to da je stadion u sve lošijem stanju.